# Wisp (musicista)
Wisp (Nascida Natalie R. Lu; São Francisco, 6 de agosto de 2004) é uma musicista shoegaze norte-americana. Seu single de estreia, "Your Face", foi lançado em 4 de abril de 2023. Desde então, suas músicas se tornaram populares na plataforma de rede social TikTok.
Wisp foi descrita como tendo inspiração em bandas como Whirr, Title Fight e Cocteau Twins. Em março de 2024, Jonah Krueger da Consequence disse que Wisp "é a próxima líder do renascimento do Shoegaze". Ela lançou seu primeiro EP, Pandora, em 5 de abril de 2024, aos 19 anos.

## Vida pessoal
Natalie R. Lu nasceu em São Francisco; possui ascendência chinesa e taiwanesa.
Wisp já era formada em ciência da computação pela Universidade Estadual de São Francisco quando começou sua carreira musical. Ela costuma postar no Reddit sobre shoegaze.

## Discografia

### EPs
| Título  | Detalhes |
| ------- | --- |
| Pandora | - Lançado: 5 de abril de 2024 - Label: Music Soup, Interscope - Formato: LP, CD, download digital, streaming |

### Singles
| Título                                   | Ano  | Album             |
| ---------------------------------------- | ---- | ----------------- |
| "Your Face"                              | 2023 | Pandora           |
| "Tangled Dreams"                         | 2023 | Singles sem álbum |
| "Once Then We'll Be Free"                | 2023 | Singles sem álbum |
| "See You Soon"                           | 2024 | Pandora           |
| "Enough for You"                         | 2024 | Pandora           |
| "I Remember How Your Hands Felt on Mine" | 2024 | ASA               |
| "Tomorrow" (with Distressor)             | 2024 | ASA               |